# Doliocarpus schottianus
Doliocarpus schottianus är en tvåhjärtbladig växtart som beskrevs av August Wilhelm Eichler. Doliocarpus schottianus ingår i släktet Doliocarpus och familjen Dilleniaceae. Inga underarter finns listade i Catalogue of Life.